# George Dance le Jeune
George Dance dit « le jeune » est un architecte et peintre britannique né dans la Cité de Londres le 1er avril 1741 et mort le 14 janvier 1825. Son père, George Dance dit « l’aîné », est également architecte. Dance s’illustre notamment dans la construction du bâtiment de la Boydell Shakespeare Gallery à Pall Mall.
Il est également le frère de Nathaniel Dance-Holland, portraitiste et homme politique.

## Biographie
Il passe six ans en Italie, où il étudie les gravures de Piranèse et Clérisseau.
Il construit la prison de Newgate : architecture parlante, la forme identifie la fonction, concept fondamental dans le néoclassicisme. L'absence de décor jointe à la massivité de l'édifice doivent inspirer l’effroi.
Il est l'un des fondateurs de la Royal Academy en 1768.
La maison où il meurt, 91 Gower Street, est marquée avec un blue plaque.